# Hilbersdorf, Mittelsachsen
Hilbersdorf là một đô thị thuộc huyện Mittweida, bang tự do Sachsen, Đức, gần thị xã Chemnitz. Dân số cuối năm 2006 là 1427 người.